# Mandéisme
 (juillet 2023).
La mise en forme du texte ne suit pas les recommandations de Wikipédia : il faut le « wikifier ».
Les points d'amélioration suivants sont les cas les plus fréquents. Le détail des points à revoir est peut-être précisé sur la page de discussion.
- Les titres sont pré-formatés par le logiciel. Ils ne sont ni en capitales, ni en gras.
- Le texte ne doit pas être écrit en capitales (les noms de famille non plus), ni en gras, ni en italique, ni en « petit »…
- Le gras n'est utilisé que pour surligner le titre de l'article dans l'introduction, une seule fois.
- L'italique est rarement utilisé : mots en langue étrangère, titres d'œuvres, noms de bateaux, etc.
- Les citations ne sont pas en italique mais en corps de texte normal. Elles sont entourées par des guillemets français : « et ».
- Les listes à puces sont à éviter, des paragraphes rédigés étant largement préférés. Les tableaux sont à réserver à la présentation de données structurées (résultats, etc.).
- Les appels de note de bas de page (petits chiffres en exposant, introduits par l'outil «  Source ») sont à placer entre la fin de phrase et le point final[comme ça].
- Les liens internes (vers d'autres articles de Wikipédia) sont à choisir avec parcimonie. Créez des liens vers des articles approfondissant le sujet. Les termes génériques sans rapport avec le sujet sont à éviter, ainsi que les répétitions de liens vers un même terme.
- Les liens externes sont à placer uniquement dans une section « Liens externes », à la fin de l'article. Ces liens sont à choisir avec parcimonie suivant les règles définies. Si un lien sert de source à l'article, son insertion dans le texte est à faire par les notes de bas de page.
- La présentation des références doit suivre les conventions bibliographiques. Il est recommandé d'utiliser les modèles {{Ouvrage}}, {{Chapitre}}, {{Article}}, {{Lien web}} et/ou {{Bibliographie}}. Le mode d'édition visuel peut mettre en forme automatiquement les références.
- Insérer une infobox (cadre d'informations à droite) n'est pas obligatoire pour parachever la mise en page.

Pour une aide détaillée, merci de consulter Aide:Wikification.
Si vous pensez que ces points ont été résolus, vous pouvez retirer ce bandeau et améliorer la mise en forme d'un autre article.

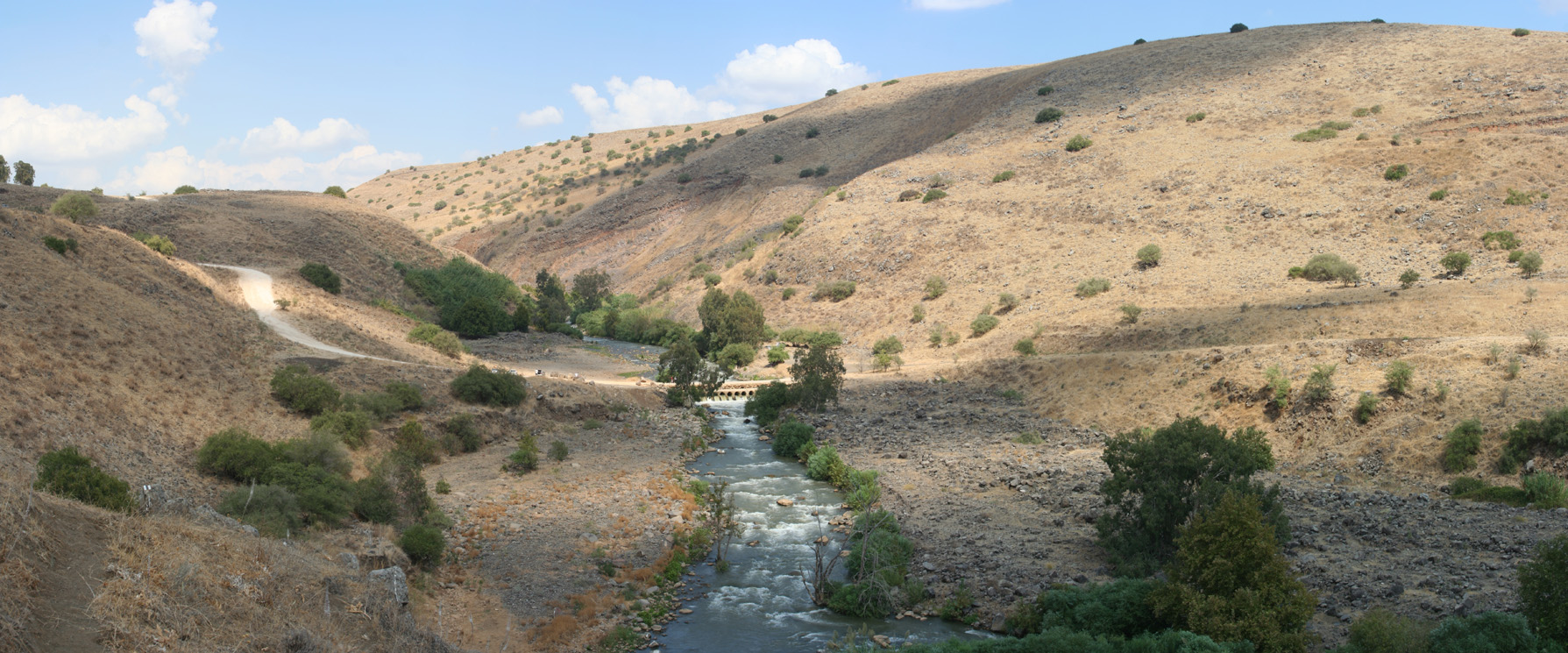
La rivière du Jourdain où l’Évangile selon Jean et certains hadiths racontent que Jésus rencontra Jean-Baptiste fils de Zacharie).

Le mandéisme (mandéen : מנדעיותא mandaʻiūtā ; arabe : مندائية mandā'iyyah ; persan : مندائیان mandå'iyyån) est une religion abrahamique, baptiste, monothéiste et gnostique qui ne compte plus que quelques milliers de membres. À la base du système doctrinal des mandéens, il y a un dualisme opposant le « monde d'en haut » et le « monde d'en bas », le « lieu de la lumière » et le « lieu des ténèbres », ce qui n'empêche pas Dieu d'intervenir par la création, comme dans les récits bibliques. Création qui se poursuit par l'action permanente de la Divinité et sa révélation par « l'Envoyé céleste ». Selon la tradition mandéenne, Jean le Baptiste est cet envoyé et leur principal prophète. Les mandéens vénèrent Adam, Abel, Seth, Enoch, Noé, Shem, Aram et surtout Jean-Baptiste.
Avant 2003 et le déclenchement de la guerre d'Irak, l’immense majorité des mandéens (environ 65 000) vivait en Irak, particulièrement le long des cours inférieurs du Tigre et de l’Euphrate et près du Chatt-el-Arab (partie commune des fleuves Tigre et Euphrate), avec une minorité notable en Iran dans le Khuzestan. La plupart se sont depuis dispersés, en particulier en direction de l’Iran, mais aussi de la Syrie, de la Jordanie et de pays occidentaux.
Le terme mandéen a un rapport avec la gnose (l'araméen manda signifie « connaissance », tout comme le grec gnosis). Les mandéens sont nommés mandaiuta en mandéen, et en arabe mandā'iyya مندائية.
Les rapports d'influence entre le mandéisme et le christianisme ont été fort débattus depuis le début du XXe siècle sans que la question soit tranchée.

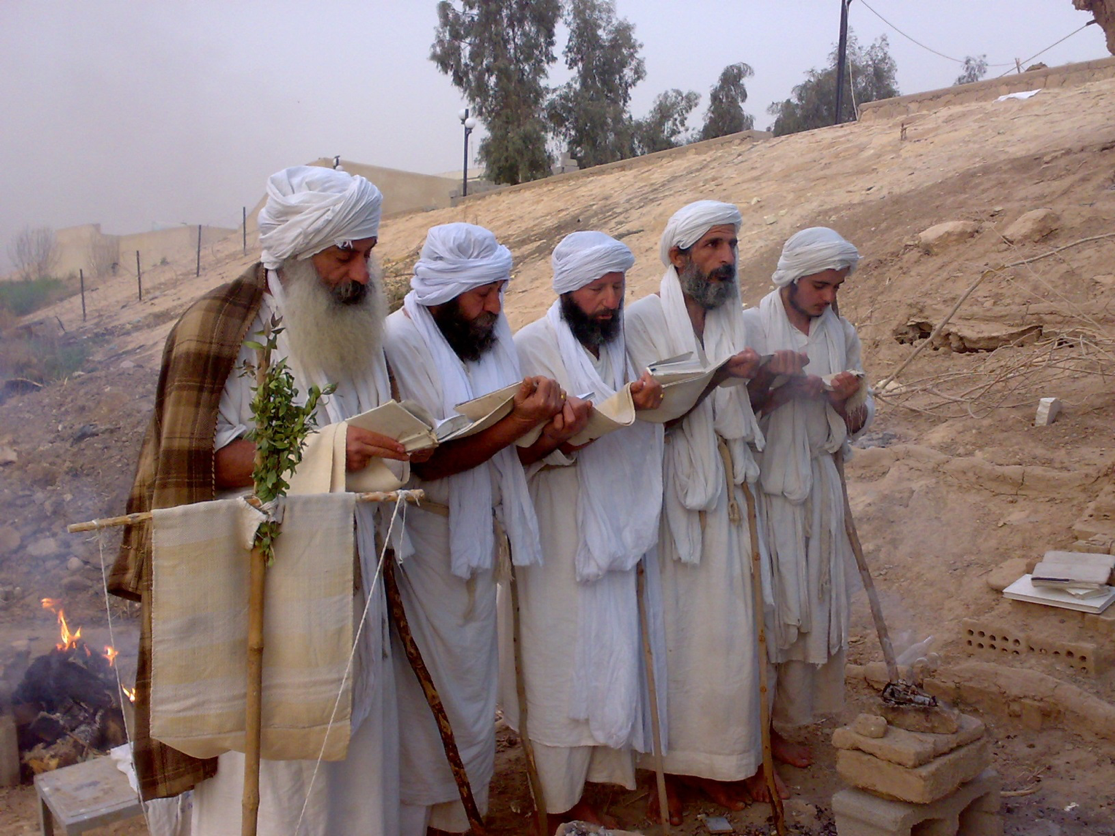
Initiation de prêtres mandéens.

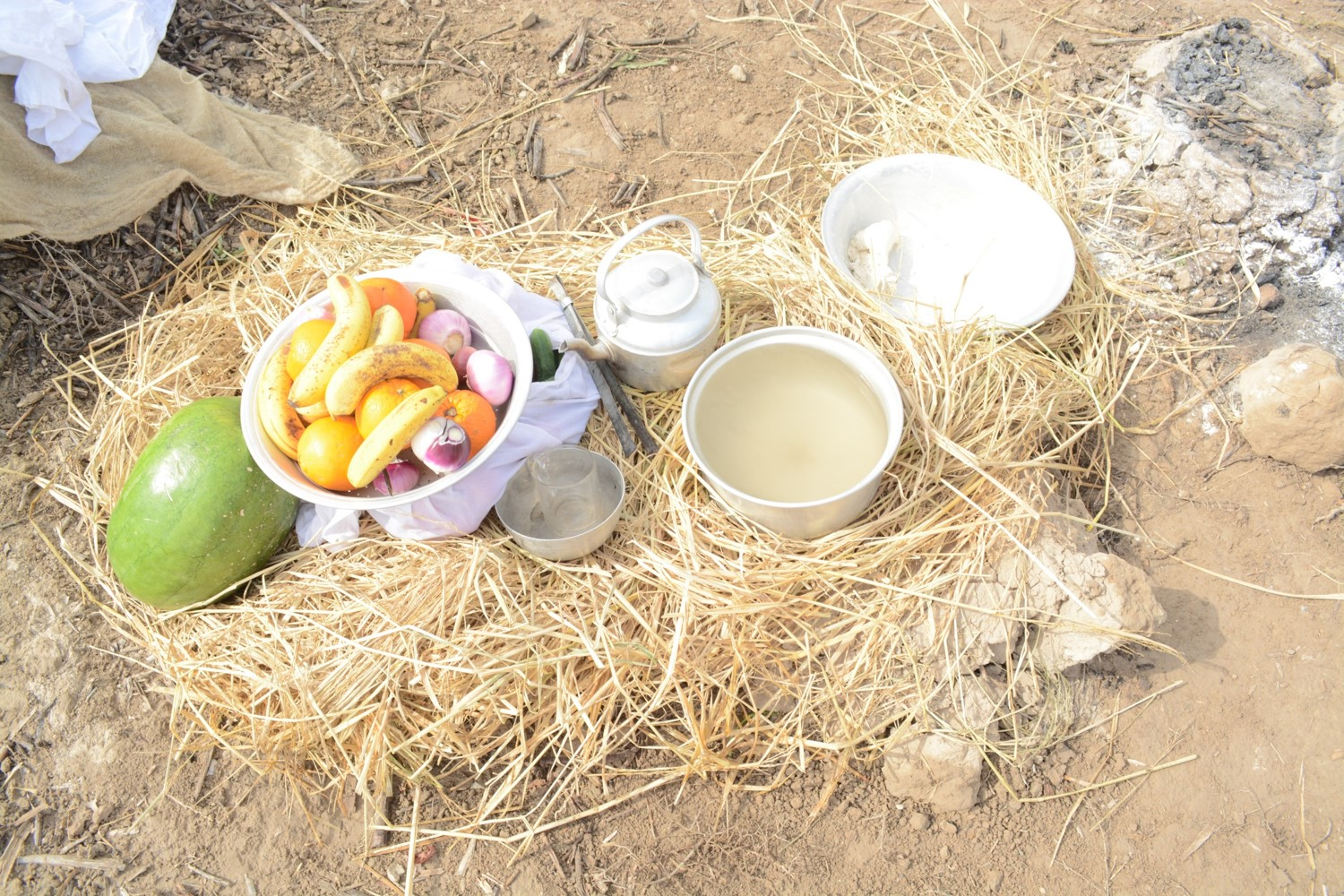
Plat rituel de Parwanaya.

## Traditions
Les plus anciens des manuscrits mandéens datent du XVIe siècle, mais l'analyse de leurs textes et notamment des listes de scribes les ayant recopiés permet de remonter jusqu'au IIe siècle. Selon leurs traditions, leur communauté se serait formée autour de Jean Baptiste, ils pourraient faire partie de ceux qui ne se sont pas ralliés à Jésus. Selon eux, et notamment le Haran-Gawaita, leur départ aurait eu lieu en 37-38,. Robert Eisenman, fait remarquer que cela suit de peu la répression que Ponce Pilate fait subir à un groupe de Samaritains qui se sont regroupés en prenant leurs armes sur le mont Garizim en suivant un leader dont Flavius Josèphe refuse de donner le nom, mais que certains Pères de l'Église appellent Dositheos, peut-être le Dosithée qui selon de nombreux auteurs chrétiens antiques, aurait tenté de succéder à Jean le Baptiste après son exécution, car il était l'un de ses trente disciples.
Finalement, c'est Simon le Mage qui aurait pris la tête des baptistes ayant pu rester en Palestine et qui refusaient de reconnaître Jésus comme Messie. Leur départ de Judée pourrait aussi résulter de la terrible répression de la Révolte des exilés connue sous le nom de guerre de Quietus (115-117) et de la répression qui a suivi la défaite de la révolte de Bar Kokhba et la destruction de Jérusalem par les Romains en 135. Toutefois, cette vision ne fait pas consensus parmi les chercheurs. Certains, comme André Paul, estiment « qu'ils avaient des liens idéologiques avec les mouvements évoluant en marge du judaïsme de Palestine, en Transjordanie exactement », mais que cela ne peut nous permettre de remonter que « jusqu'au IIe siècle chrétien, mais guère plus haut ». André Paul estime donc « très improbable » la tradition mandéenne qui fait remonter leur existence à Jean le Baptiste (mort vers 35). Nombre d'autres spécialistes ne sont pas aussi catégoriques que lui[réf. nécessaire].

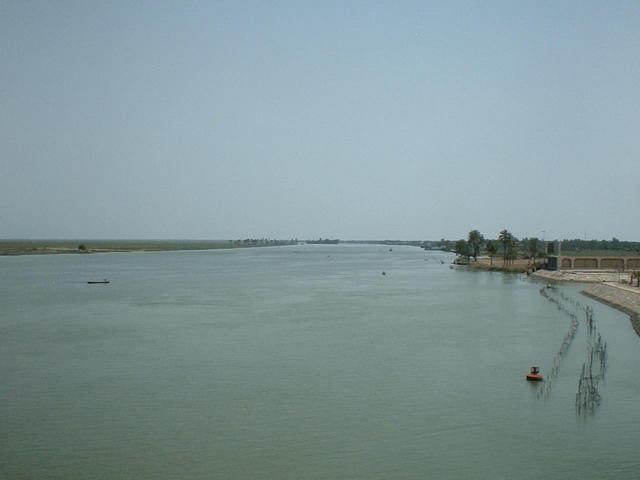
Le Chatt-el-Arab où vivaient jusqu'en 2003 l'essentiel des mandéens et où Elkasaï puis Mani ont fondé leur première communauté. Comme tous les cours d'eau qui servent à leurs rites baptismaux, les mandéens l'appellent Jourdain.

Selon la plupart des historiens, les mandéens ont migré depuis le Sud du Levant jusqu'à la Mésopotamie dans les premiers siècles de notre ère et sont d'origine pré-islamique. Ils sont sémites et parlent un dialecte oriental de l'araméen connu sous le nom de mandéen. Ils peuvent ainsi être liés aux « Nabatéens d'Irak », qui parlaient l'araméen et étaient des habitants autochtones pré-islamiques ayant fui des royaumes arabes lors de l'effondrement des royaumes séleucides (fin du IIe siècle av. J.-C.) au sud de l'Irak (Characène) et au nord en Adiabène (Mossoul, Erbil, Nisibe, Édesse, Harran).
Les mandéens semblent s'être établis dans le Nord de la Mésopotamie, mais la religion mandéenne a été principalement pratiquée autour du cours inférieur du Karoun, de l'Euphrate et du Tigre et des rivières qui entourent le Chatt-el-Arab, une partie du Sud de l'Irak et de la province iranienne du Khuzestan. Ils sont appelés sabéens (صابئة) par la population environnante et dans les écrits des auteurs islamiques. Ils font vraisemblablement partie de ceux qui sont appelés sabéens dans la littérature islamique dès le VIIIe siècle et qui selon ces auteurs habitent à Kutha (au sud de Ctésiphon et Séleucie), à Koufa (un peu plus au sud), dans la Characène, dans la ville de Mésène (ancienne Charax Spasinu sur le Chatt-el-Arab) et à Mossoul (actuel Kurdistan). Toutes ces villes d'Irak étaient situées au bord du Tigre ou de l'Euphrate et se trouvent dans l'espace où les mandéens vivaient encore avant l'invasion de l'Irak en 2003.

## Appellations et étymologie
Le terme mandéisme vient du mandéen classique mandaiia et apparaît en néo-mandéen comme mandeyānā. Sur la base des mots apparentés dans d'autres dialectes araméens, des orientalistes, spécialistes des langues sémitiques, comme Mark Lidzbarski et Rudolf Macúch (en), ont traduit le terme manda, duquel découle mandaiia, par : « connaissance ». D'après l’Encyclopædia Universalis, les « mandéens » (mandaya) seraient les hommes de la connaissance (manda), mais ils se désignent eux-mêmes d’un autre nom, celui de nasoraia (« nasoréens »). D'après André Paul « la secte gnostique des mandéens, dans ses Écritures rédigées dans un dialecte araméen oriental, se nommait indistinctement mandayya ou nasôrayya ».

### Sabéens
Les mandéens d'Irak sont désignés sous le nom de sabéens, sabiens ou sabaya صابئة (« baptistes »), par la population environnante. Ce nom souligne l’importance prise dans cette « secte » par les rites du baptême. C’est aussi de cette troisième appellation que les auteurs musulmans contemporains se servent de préférence. La première occurrence connue du terme Sabéen, figure au début du IIe siècle, dans le Livre d'Elkasaï qui est dédié aux Sobai par son auteur. Elle y désigne les baptistes auxquels ce livre est adressé. L'appellation Sabéens est attestée dans les écrits d'auteurs musulmans dès le VIIIe siècle, pour désigner des groupes de « Baptistes » vivant le long des cours du Tigre et de l'Euphrate. À partir du Xe siècle, certains juristes musulmans s'interrogent pour savoir s'il faut les compter parmi les « Gens du Livre » (les Juifs, les nazôréens et les sabéens), mentionnés dans le Coran, ce qui donnait le droit de pratiquer sa religion, moyennant le paiement d'un impôt de capitation, la jizya,. Toutefois, cette interrogation est surtout formulée à l'encontre des « sabéens de Harran (Carrhae en latin, francisé en Carrhes) », qui vivent plus à l'ouest (au sud d'Édesse, actuelle Şanlıurfa), alors que ce statut ne semble pas contesté aux sabéens du Chatt-el-Arab.

### Mandéens
Le terme mandéen a un rapport avec la gnose, l'araméen manda signifie « connaissance », tout comme le grec gnosis. Les mandéens sont nommés mandaiuta en mandéen, et en arabe mandā'iyya مندائية. Ces dénominations et l'ancienneté de leur existence suggèrent que les mandéens pourraient bien être le seul mouvement religieux survivant depuis l'Antiquité à s'identifier explicitement avec les Gnostiques, le gnosticisme ayant été un courant religieux composite, à la croisée des influences iraniennes, grecques et pré-chrétiennes, hostile à la conception biblique du Créateur. et dont le corpus s'exprime principalement en copte et en grec. L'existence d'un gnosticisme pré-chrétien déjà bien admise est attestée par les écrits dits de Qumrân (les manuscrits de la mer Morte). Avant ces découvertes, on la repérait surtout dans la littérature judéo-grecque ou dans les œuvres d'apocalypse.
C'est aussi le dernier mouvement héritier des « Baptistes », dont l'existence est attestée dès la fin du Ier siècle dans de nombreux textes chrétiens et chez Flavius Josèphe. André Paul et Simon Claude Mimouni estiment que les mandéens sont membres du seul courant vraiment baptiste qui a persisté jusqu'à nos jours. Tous deux mentionnent la possibilité que ce courant soit un héritier du mouvement Elkasaïte,.

### Nasoréens
Le terme nasaréens (araméen nasôrayya), mentionné comme une secte en premier lieu par Épiphane a été parfois rapproché du nom nazoraios (nazôréens). Toutefois, les mandéens ne semblent pas issus des nazôréens qui ont reconnu Jésus comme Messie mais justement d'un groupe baptiste, qui a refusé cette reconnaissance.
Les spécialistes de l'analyse des premiers textes chrétiens détectent d'ailleurs dans ces textes le fait que tous les partisans de Jean le Baptiste ne se sont pas ralliés à Jésus.[réf. nécessaire]
Selon André Paul, le mot nasôrayya (Nasaréens) utilisé dans les Écritures mandéennes rédigées dans un dialecte araméen oriental pourrait signifier « mainteneurs », « fidèles ».
Il fait remarquer que l'hérésiologue du IVe siècle Épiphane de Salamine « mentionne les nasaréens dans sa liste des « sectes » juives pré-chrétiennes ». François Blanchetière fait lui aussi remarquer qu'Épiphane de Salamine parle de Nasaréens distincts des Nazôréens, qui « existaient avant Jésus et n'ont pas (re)connu Jésus ». Épiphane indique aussi que le livre d'Elkasaï a été adopté par les « osséens », les nasaréens, les nazôréens et les ébionites (Épiphane de Salamine, Panarion, 19, 5, 5 et 53, 1, 3.). Pour Simon Claude Mimouni, les nasaréens sont des juifs baptistes aux tendances hétérodoxes qu'il ne faut pas confondre avec les nazôréens.
Pour André Paul, le nom nasôréens (nasôrayya) fut peut-être donné aux disciples de Jean le Baptiste. « En arabe selon T. Fahd dans la notice « Sabi'a » de l'Encyclopédie de l'Islam, natsoraye/observants désigne l'une des deux branches de la secte musulmane des Sabi'un ou Sabéens, des baptistes apparentés aux Elkasaïtes au VIIe siècle et considérés dans le Coran comme faisant partie des Gens du livre/ahl al-kitab. »

## Croyances
Le mandéisme est connu par les baptêmes que ses membres pratiquent dans le fleuve (aujourd'hui l'Euphrate et le Tigre, mais aussi le Jourdain). Cette cérémonie serait quasiment inchangée depuis des millénaires, ce serait la même qu'aurait reçue Jésus de Jean-Baptiste.
Des cérémonies de re-baptême ont encore lieu aux dates de fêtes où des centaines d'adeptes pénètrent dans l'eau en tunique blanche avant qu'un patriarche ne les immerge totalement.
Le mandéisme privilégie Jean-Baptiste au détriment de Jésus, considéré comme un faux prophète, au même titre qu'Abraham, Moïse ou Mahomet.
Les mandéens opposent un monde d'en haut à un monde d'en bas.
Au-dessus du monde d’en haut, règne un dieu inconnu, le dieu de la Lumière.
Il porte différents noms, tels « Vie » ou « Seigneur de la grandeur ».
Le monde d’en haut est en réalité multiple, de nombreuses entités y séjournent, appelées « richesses ».
Le monde d'en bas, ou monde des ténèbres, est issu du « chaos » originel à l’instar du monde de la Lumière.
Le mandéisme repose davantage sur un patrimoine commun que sur un ensemble codifié de croyances et de doctrines religieuses.
Il n'existe pas de guide de base de la théologie mandéenne.
Toutefois, de nombreux textes mandéens ont été découverts au cours des siècles, et il existe des informations concernant cette croyance, à l’inverse des gnostiques des premiers siècles.
L’œuvre majeure est le Ginza ou Genzā Rabbā (en) (le « Trésor »), écrit aux environs des VIIe – VIIIe siècles.
Le Genzā Rabbā (en) est divisé en deux parties — la Genzā Smālā ou « Ginza de gauche » et le Genzā Yeminā ou « Ginza de droite ».
En consultant les manuscrits du Ginza de gauche, Jorunn J. Buckley a identifié une chaîne ininterrompue de copistes de la fin du IIe ou au début IIIe siècle apr. J.-C. 
Ces manuscrits témoignent de l'existence des mandéens sous l'empire parthe, un fait corroboré par la légende Harrān Gāweta selon laquelle les mandéens auraient quitté la Palestine après la destruction de Jérusalem (135) au début du IIe siècle et se seraient installés dans l'Empire parthe.
Bien que le Ginza ait continué d'évoluer sous les empires Sassanides et sous l'empire islamique, peu de textes de traditions peuvent prétendre à une telle continuité.
La théologie mandéenne n'est pas systématique.
Il existe plusieurs versions de l'origine de la création du cosmos.
Selon certains chercheurs, comme Edmondo Lupieri, la comparaison de ces différentes versions peut révéler les diverses influences religieuses sur lesquelles les mandéens se sont basés, et la façon dont la religion mandéenne a évolué au fil du temps.
En revanche, les mystiques modernes tels que Steve Wilson suggèrent que ces versions sont davantage des manuels de méditation tels que Merkabah et Heikhalot, textes du premier millénaire du mysticisme juif, que des textes explicatifs pour l'ensemble de la foi.
Contrairement aux textes religieux des sectes gnostiques, préalablement trouvés en Syrie et en Égypte, les textes mandéens originaux suggèrent une théologie plus dualiste, qui est typique d'autres religions iraniennes comme le zoroastrisme, le manichéisme et le mazdakisme.
Ces textes établissent une séparation nette entre la lumière et les ténèbres, le prince de ces dernières étant Ptahil.
L'auteur de la lumière, Dieu, n'est connu que sous le nom de « la Grande première vie du monde de la lumière, la sublime qui s'élève au-dessus de tous les travaux ».
Lorsque cet être est apparu, les autres êtres spirituels ont été corrompus et, avec leur guide Ptahil, ont créé notre monde.
La ressemblance est notable entre le nom Ptahil et l'égyptien Ptah, suivi du suffixe -il ajouté pour « spiritualiser » le mot.
Les mandéens ont peut-être résidé en Égypte pendant un certain temps[réf. nécessaire].
La question est encore compliquée par le fait que Ptahil seul ne constitue pas le démiurge mais ne fait que remplir ce rôle dans la mesure où il est le créateur de notre monde, ou plutôt, il est le moins élevé d'un groupe de trois êtres démiurges, les deux autres étant Yushamin (alias Joshamin) et Abathur.
Le rôle démiurgique d’Abathur consiste à juger les âmes des mortels.
Le rôle de Yushamin, le plus élevé, est plus obscur : pour avoir voulu créer son propre monde, et s'être ainsi opposé au Roi de la Lumière, il a été sévèrement puni.
Voir aussi : Ganzibra

## Langue mandéenne
Le nom mandéen s'applique à trois réalités linguistiques différentes, toutes basées sur un dialecte araméen oriental :
- le mandéen classique qui est la langue liturgique du mandéisme (Irak, Iran) ;
- le mandéen post-classique ;
- le néomandéen, ou mandéen moderne, qui est une langue vivante utilisée comme langue quotidienne par une petite communauté en Iran.

## Histoire
Le mandéisme est une religion dualiste née aux premiers siècles de notre ère. Il aurait pris sa forme définitive dès le Ve siècle apr. J.-C.
Selon leurs traditions, les mandéens auraient été chassés de Jérusalem en raison de leur foi gnostique.
Ces groupes religieux se seraient formés en Palestine ou Transjordanie au Ier ou IIe siècle de notre ère, sans se lier au mouvement nazôréen créé par Jésus.
Ils se seraient réfugiés d'abord dans deux régions de Transjordanie, le Golan et au sud-ouest de Damas.
Comme d'autres mouvements baptistes aux conceptions très proches, comme les elkasaïtes, ils se seraient réfugiés dans l'espace Parthe (en Mésopotamie), à la suite d'à la fois la terrible répression de la Révolte des exilés connue sous le nom de guerre de Quietus (115-117) et du « retrait des troupes romaines [de l'Empire parthe] lors de l'accession au pouvoir d'Hadrien ».
La répression consécutive à la défaite de la révolte de Bar Kokhba et la destruction de Jérusalem par les Romains en 135, accompagnées de l'interdiction à tout juif de vivre dans une large zone de la Judée a probablement contribué à leur exil.
Selon la plupart des historiens, les mandéens ont migré depuis le sud du Levant jusqu'à la Mésopotamie dans les premiers siècles de notre ère et sont certainement d'origine pré-islamique.
Ils sont sémites et parlent un dialecte oriental de l'araméen connu sous le nom de mandéen.
Ils peuvent ainsi être liés aux « Nabatéens d'Irak », qui parlaient l'araméen et étaient des habitants autochtones pré-islamiques s'étant taillé des royaumes arabes lors de l'effondrement des royaumes séleucides (fin du IIe siècle av. J.-C.) au sud de l'Irak (Characène) et au nord en Adiabène (Mossoul, Erbil, Nisibe, Édesse, Harran).
Vers la fin du IIIe siècle, ils auraient ensuite fondé des communautés ethniques et religieuses au sud de l'Irak actuel et du Khouzistan iranien.
Au VIIIe ou IXe siècle l'évêque nestorien Théodore bar Konaï, originaire de Kaskar en Mésène, consacre une notice à « l'hérésie des Dosthéens qu'enseigna Ado mendiant », groupe baptiste encore dynamique à son époque.
Il indique qu'en Mésopotamie, le mouvement de Ado est appelé Mandéens et Maskinéens.
Le premier auteur chrétien occidental à les mentionner semble être le dominicain florentin Ricoldo da Montecroce qui a visité Bagdad en 1290.
Dans son Itinerarium, il décrit ces Sabéens qu'il a approchés et demande que des missionnaires leur soient envoyés.
Bien avant que le terme « chrétiens de saint Jean » soit utilisé dans un rapport daté de 1555 écrit par les moines portugais d'Ormuz.
Par la suite un missionnaire carme décrit ses membres en utilisant la même dénomination (1652).
Gustave Brunet, qui les appelle les Mendaïtes ou Mandaïtes, cite un passage d'« une lettre de M. Raymond, vice-consul à Bassora » en réponse à Silvestre de Sacy et datée de 1812, qui indique : « Réduits au nombre de quatre à cinq mille, opprimés par les Persans et par les Turcs, les Sabéens vivent dans la misère et l'abaissement (...) Ils ne parlent, ni n'entendent le syriaque. La langue qu'ils emploient est la langue écrite, celle de leurs livres (...) Ils se marient entre eux et ne souffrent pas que leurs filles choisissent des époux hors de leur secte. Ils ne font plus de pèlerinage au Jourdain. Les Musulmans les maltraitent fort, dans le but de leur extorquer quelque argent. »
Aujourd’hui encore, il existe quelques groupes éparpillés en basse Mésopotamie. Les communautés mandéennes souffrent de délocalisations, et il n’est pas exclu que leur fin approche. On estime qu'il reste environ 60 000 à 70 000 mandéens dans le monde, et jusqu'à la guerre américaine en Irak, la plupart vivaient dans ce pays. Cette guerre a largement contribué à accélérer la disparition de la communauté et il ne restait qu'environ 5 000 mandéens en Irak en 2007.
Plus des deux tiers des Mandéens vivraient aux États-Unis et au Canada, où beaucoup d'entre eux se sont réfugiés entre 1992 et 2011.